# حصار عبادان
كان حصار عبادان عملًا كبيرًا خلال الجزء الأول من الحرب العراقية الإيرانية.

## مقدمة
كانت جزيرة عبادان موقع مصفاة عبادان، واحدة من أكبر مصافي النفط في العالم.

## الخطة
في سبتمبر 1980 شن الرئيس العراقي صدام حسين هجومًا مفاجئًا على إيران وغزا الأراضي الإيرانية على جبهة واسعة. خطة العراق الأولية لمهاجمة جزيرة عبادان دعت إلى عبور فرقة مدرعة معززة شط العرب بالقرب من الخركية على الطريق من بغداد إلى البصرة ثم التوجه جنوبًا للقبض على مدينتي خرمشهر وعبادان، وبعد ذلك الاشتباك مع أي وحدات إيرانية محلية متبقية. وشملت هذه الفرقة المعززة التي ستستخدم 500–600 دبابة، فضلًا عن بعض وحدات القوات الخاصة، لقوام إجمالي للقوات يبلغ 20،000 رجل.
وقد اجتاز الكوماندوز العراقيون، مدفوعا بالنجاح الأولي في الهجوم على خرمشهر، نهر كارون ووصلوا إلى حدود مدينة عبادان في 22 سبتمبر، ولكنهم أجبروا على العودة بمقاومة شديدة من الوحدات شبه العسكرية الإيرانية، مما أدى إلى انسحاب العراقيين إلى الجانب الغربي من نهر كارون، على حساب عدة دبابات و ناقلات جنود مدرعة. وبحلول 4 أكتوبر، أفاد القادة العراقيون أنهم قد أمنوا الطريق الرئيسي من عبادان إلى الأهواز، بيد أن العراق لم يسيطر تمامًا على الجسر إلى عبادان إلا في أواخر نوفمبر.
ومع انشغال الجيش العراقي بمعركة خرمشهر الحالية، تم تعديل الخطة الأصلية بشكل كبير، وبدلًا من الدعوة إلى معركة سريعة واحتلال عبادان، كانت الخطة الآن عزل الوحدات الإيرانية المحلية داخل عبادان، ثم وضع الحصار على الجزيرة.

## المعركة
في 3 نوفمبر، وصلت القوات العراقية إلى عبادان في مقاطعة خوزستان الإيرانية. إلا أن المقاومة الإيرانية أثبتت أنها قوية جدًا، ومع ذلك، فإن القادة العراقيين دعوا إلى تعزيزات. وأرسلت فرقة مدرعة ثانية ضعيفة قوامها حوالي 4،500 رجل و200 دبابة لقطع عبادان وتحيط بالمدينة من الشمال الشرقي متجاوزة خرمشهر التي لا تزال تحت الحصار عبر عبور نهر كارون إلى الشمال من المدينة. وقد واجهت هاتان الانقسامتان العراقيتان عددا غير معروف من القوات الإيرانية. وتقدر المصادر على الأرجح أن لواءا واحدا دافع عن خرمشهر بدعم من احتياطيين تشغيليين يقعان في الشمال.

## الحصار
على الرغم من أن العراقيين صدوا من قبل وحدة باسداران الإيرانية، تمكنوا من محاصرة عبادان على ثلاثة جوانب واحتلال جزء من المدينة. لكن العراقيين لم يتمكنوا من التغلب على المقاومة الشديدة. فقد أعيد توريد أجزاء من المدينة التي لا تزال خاضعة للسيطرة الإيرانية، واستلمت وحدات عسكرية أخرى لتحل محل الخسائر، ليلا بالقوارب وطائرات الهليكوبتر. وظل العراقيون يحاصرون لعدة أشهر، ولكنهم لم ينجحوا أبدا في الاستيلاء على عبادان. وتعرضت معظم المدينة، بما فيها مصفاة النفط، لأضرار بالغة أو دمرت بسبب الحصار والقصف.

## هجوم يونيو العراقي
في مواجهة المعنويات المتدهورة ومع مجرى شط العرب المائي ما زال محظورًا من قبل الإيرانيين المحاصرين، أمر صدام القوات العراقية بالهجوم في يونيو 1981. وعزز الإيرانيون الحامية بـ15،000 جندي، بما في ذلك الباسداران والجيش النظامي والمقاتلين العرب الخوزستانيين المحليين. وقد شن العراق هجومًا ضد المدينة، مستخدما 60 ألف جندي ودبابة، فاق عدد الإيرانيين 4-1. وعلى الرغم من ذلك، هزم الإيرانيون الهجمات العراقية. استخدم الإيرانيون دباباتهم من نوع تشيفتن للمساعدة في هزيمة العراقيين.

## كسر الحصار
في الفترة من 22 إلى 27 سبتمبر 1981، نفذت إيران عملية ثامن الأئمة. وخلال هذه المعركة، نفذت إيران أول استخدام كبير لهجمات الموجات البشرية. تم كسر حصار عبادان، وتلقت إيران 3000 إصابة في حين أن العراقيين تلقوا نصف هذا العدد. يذكر أن إيران أسرت 2500 سجين ودمرت مركبات مدرعة بينما فقدت 170 من طراز إم-47 و إم-48 ودبابات من طراز إم-60 باتون ودبابات تشيفتن.

## كمين 15 أكتوبر
في 15 أكتوبر، شق العراقيون طريقهم إلى مسافة 1.6 كيلومتر (1 ميل) من عبادان واستولوا على محطة التلفزيون الإذاعي في المدينة. وفي اشتباك منفصل شمالا، بالقرب من موقع الحظر العراقي بالقرب من دار خويه، نصبت قوة درع عراقية كمينا لقافلة إيرانية كبيرة، ترافقها الدبابات القادمة من الأهواز. ويبدو أن هذه القوة الإيرانية كانت تحاول نقل الإمدادات إلى المدافعين المحاصرين في عبادان عن طريق طريق عبادان-أهواز السريع. كانت المعركة القصيرة، ولكن العنيفة، وضعت الدبابات العراقية تي-55 وتي-62 ضد دبابات تشيفتن الإيرانية. وكانت هذه المناوشات، التي يبدو أنها تنطوي على قيمة كتيبة من المركبات القتالية من كل جانب، انتصارًا عراقيًا حيث «تخلى الإيرانيون على الأقل عن 20 من التشيفتن والمركبات المدرعة الأخرى، وفروا سيرا على الأقدام».

## أعقاب
كانت عبادان في حالة خراب كبير في أعقاب الحصار. وقد تم كسر التهديد العراقي على عبادان، وتمكن الإيرانيون من شن أول هجوم ناجح ضد العراق. وفي نهاية المطاف، سيؤدي ذلك إلى خروج القوات العراقية من إيران وتحرير خرمشهر في عام 1982.

## ثبت المراجع
https://books.google.com/books?id=dUHhTPdJ6yIC&pg=PT835&lpg=PT835&dq=Siege+of+Abadan+iran+at+war+1500-1988&source=bl&ots=LrQ7H19IGb&sig=yWGgtXE6iaBzCjYgduiL_38ec3k&hl=en&sa=X&ei=d-6CUdviEKrr0gG3vIHADw&ved=0CEQQ6AEwBA